# João Maurício Wanderley

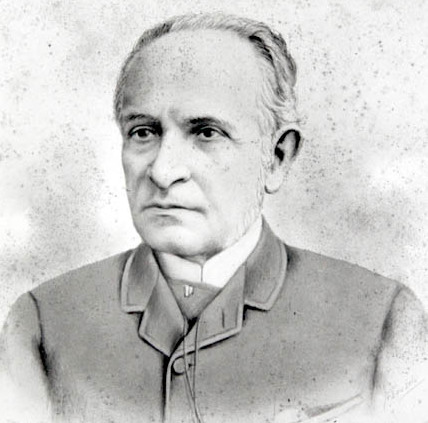
João Maurício Wanderley

João Maurício Wanderley, Barão de Cotegipe (* 23. Oktober 1815 in São Francisco das Chagas da Barra do Rio Grande, Bahia; † 13. Februar 1889 in Rio de Janeiro) war ein brasilianischer Politiker, der unter anderem Mitglied der Abgeordnetenkammer, zwischen 1856 und 1889 Mitglied des Senats des Kaiserreichs Brasilien war. Er fungierte zudem mehrmals als Minister, von 1882 bis 1885 als Präsident des Senats sowie zwischen 1885 und 1888 als Premierminister des Kaiserreichs Brasilien. 1860 wurde er als Barão de Cotegipe in den Adelsstand erhoben.

## Leben
João Maurício Wanderley, Sohn von João Maurício Wanderley und dessen Ehefrau Francisca Antónia do Sacramento, absolvierte nach dem Schulbesuch ein Studium an der Faculdade de Direito de Olinda, welches er 1837 mit einem Bacharelado em Direito beendete, und war als Landwirt und Richter tätig. Er war 1841 als Deputado Provincial Mitglied der Legislativversammlung der Provinz Bahia und gehörte zwischen 1843 und 1848 sowie erneut von 1850 bis 1852 als Deputado Geral  der Abgeordnetenkammer (Câmara dos Deputados do Brasil) als Mitglied an und vertrat in dieser die Provinz Bahia. Als Nachfolger von Francisco Gonçalves Martins wurde er 1852 Präsident der Provinz Bahia und bekleidete dieses Amt bis zu seiner Ablösung durch Álvaro Tibério de Moncorvo Lima 1855 inne, wobei er als Vertreter der Provinz Bahia zwischen 1853 und 1855 abermals Mitglied der Abgeordnetenkammer war.
Wanderley, der Mitglied der Konservativen Partei (Partido Conservador) war, übernahm am 14. Juni 1855 im Kabinett von Premierminister Honório Hermeto Carneiro Leão den Posten als Marineminister (Ministro da Marinha) und bekleidete dieses Ministeramt zwischen dem 3. September 1856 und dem 8. Oktober 1856 auch im darauf folgenden ersten Kabinett von Premierminister Luís Alves de Lima e Silva. Zugleich bekleidete er vom 23. August 1856 bis zum 4. Mai 1857 im ersten Kabinett Lima e Silva auch das Amt des Finanzministers (Ministro da Fazenda) und wurde 1856 als Vertreter der Provinz Bahia Mitglied des Senats des Kaiserreichs Brasilien (Senado do Império do Brasil) und gehörte diesem bis zu seinem Tode am 13. Februar 1889 an (9. bis 20. Legislaturperiode). 1860 wurde er als Barão de Cotegipe in den Adelsstand erhoben. Er war Verwalter der Santa Casa de Misericórdia, Gründer des Pasteur-Instituts und des Krankenhauses Nossa Senhora das Dores 1867, das zur Behandlung von Tuberkulosepatienten diente.
Im Kabinett von Premierminister Joaquim José Rodrigues Torres bekleidete João Maurício Wanderley zwischen dem 16. Juli 1868 und dem 29. September 1870 erneut den Posten des Marineministers. Als Senator verteidigte er 1870 die Einführung der direkten Wahl und setzte sich für die Anwendung des Gesetzes ein, das das Zivilregister für Geburten, Eheschließungen und Todesfälle einführte. Am 25. Juni 1875 wurde er als Finanzminister in das dritte Kabinett von Premierminister Luís Alves de Lima e Silva berufen und bekleidete dieses Amt bis zum 5. Februar 1878. Zugleich war er in diesem Kabinett vom 25. Juni 1875 bis zum 15. Februar 1877 auch Außenminister (Ministro das Relações Exteriores). 1882 wurde er als Nachfolger von José Ildefonso de Sousa Ramos Präsident des Senats (Presidente do Senado Imperial do Brasil) und verblieb in dieser Funktion als Präsident dieser Kammer bis zum 21. Mai 1885, woraufhin Brás Carneiro Nogueira da Costa e Gama ihn ablöste.
Wanderley selbst löste am 20. August 1885 José Antônio Saraiva von der Liberalen Partei (Partido Liberal) als Premierminister des Kaiserreichs Brasilien (Presidente do Conselho de Ministros) und bekleidete dieses bis zu seiner Ablösung durch João Alfredo Correia de Oliveira am 10. März 1888. In seinem Kabinett fungierte er zwischen dem 20. August 1885 und dem 10. März 1888 auch wieder als Außenminister, zwischen dem 27. Januar und 8. Februar 1887 als Justizminister (Ministro da Justiça) sowie vom 19. September 1887 bis zum 10. März 1888 als kommissarischer Innenminister (Ministro dos Negócios do Império). Während seiner Amtszeit kam es 1887 zur Einführung des nach Finanzminister Francisco Belisário Soares de Sousa benannten Schutzzolls (Tarifa Belizário de Souza), der brasilianische Industrieproduzenten vor ausländischer Konkurrenz schützte. Zudem versuchte er, den Prozess zur Abschaffung der Sklaverei zu verzögern, indem er sich 1888 weigerte, die Verabschiedung der Lei Áurea zu behindern. Des Weiteren bestand er bis zum letzten Moment auf einer Entschädigung der Sklavenhalter, stellte einen entsprechenden Entwurf vor und verteidigte ihn. Nach dem Ende seiner Amtszeit als Premierminister war er als Nachfolger von José Joaquim de Lima e Silva Sobrinho vom 5. Dezember 1888 bis zu seinem Tode am 13. Februar 1889 Präsident der Banco do Brasil, der am 12. Oktober 1808 in Rio de Janeiro gegründeten größten und ältesten Bank Brasiliens, woraufhin Francisco José Pacheco ihn ablöste.

## Veröffentlichungen
- Revolução da Bahia de 1837, Rio de Janeiro 1837
- Discursos do Senador Barão de Cotegipe pronunciados nas sessões de 22 e 25 de julho de 1867, Rio de Janeiro 1867
- Regulamento da Intendência da Marinha. Decreto nº 4.361, de 15 de maio de 1869, Rio de Janeiro 1869
- Discurso proferido na Câmara dos Senhores Deputados, pelo Barão de Cotegipe, em resposta ao Senhor Conselheiro Alencar, Bahia 1870
- As negociações com o Paraguay e a nota do governo argentino de 27 de abril: carta ao Exmo. Senhor Conselheiro Manoel Francisco Correia pelo Barão de Cotegipe, Bahia 1872
- Discursos proferidos no Senado pelo Barão de Cotegipe, na discussão do Voto de Graças, Tratados d'Assumpção, Reforma Eleitoral, Rio de Janeiro 1873
- Informações sobre o estado da lavoura, Rio de Janeiro  1874
- Discurso proferido pelo Barão de Cotegipe, Ministro dos Negocios Estrangeiros, na sessão do Senado de 23 de julho de 1875, na discussão do orçamento do Ministerio de Estrangeiros, sobre as relações internacionaes do Brazil com as republicas do Prata, Rio de Janeiro 1875
- Relatório da Repartição dos Negócios Estrangeiros apresentada a Assembléia Geral Legislativa, na primeira sessão da décima-sexta legislatura, Rio de Janeiro 1877
- Resposta a falla do throno: discurso proferido na Câmara dos Srs. Deputados por S. Exmo. Gr. Conselheiro Barão de Cotegipe, Ministro da Fazenda, no dia 26 de março de 1877, Bahia 1877
- Discurso pronunciado no Senado na sessão de 18 de fevereiro de 1879 pelo Exm.º Sr. Barão de Cotegipe, Bahia 1879
- Discurso sobre a emissão de papel-moeda pronunciado pelo Sr. Barão de Cotegipe na sessão de 30 de junho de 1879, Rio de Janeiro 1879
- Mesa de rendas alfandegadas de Pelotas e tarifa especial do Rio Grande do Sul: discursos pronunciados no Senado nas sessões de 18 de setembro e 5 de outubro de 1880,. Rio de Janeiro 1880
- Apontamentos sobre os limites entre o Brasil e a República Argentina, Rio de Janeiro 1882
- Relatório apresentado à Assembléia Geral pelo Ministro e Secretário de Estado dos Negócios Estrangeiros, Barão de Cotegipe, Rio de Janeiro 1886
- Reclamação Warring Brothers. Discurso pronunciado em resposta a uma interpelação do deputado Matta Machado, Rio de Janeiro 1886
- A questão militar: discursos pronunciados nas duas Casas do parlamento, Rio de Janeiro 1887
- Discursos pronunciados no Senado pelos Exmos. Srs. Afonso Celso e Barão de Cotegipe, Rio de Janeiro 1887
- Breve noticia do estado financeiro das províncias, Rio de Janeiro 1887
- Fuga de escravos em Campinas: discursos pronunciados no Senado, pelo Exmo. Sr. Barão de Cotegipe, Presidente do Conselho e Ministro de Estrangeiros, nas sessões de 13,14,16,17, 19 e 23 de setembro de 1887, Rio de Janeiro 1887
- Orçamento de estrangeiros. Discursos pronunciados na Câmara dos Srs. Deputados pelo Exmo. Sr. Barão de Cotegipe Rio de Janeiro 1887
- Tribunal arbitral, estabelecido em Santiago do Chile. Discursos pronunciados no Senado nas sessões de 8, 12 e 13 de julho de 1887, Rio de Janeiro 1887
- Perdão de um condenado. Discurso pronunciado no Senado pelo Exmo. Sr. Barão de Cotegipe, Rio de Janeiro 1887
- Projeto de indenização aos possuidores de escravos. Discursos pronunciados no Senado nas sessões de 19 de junho, 10, 12, 14 e 17 de julho de 1888, Rio de Janeiro 1888